# Patrimoni dell'umanità di Vanuatu
I patrimoni dell'umanità di Vanuatu sono i siti dichiarati dall'UNESCO come patrimonio dell'umanità a Vanuatu, che è divenuta parte contraente della Convenzione sul patrimonio dell'umanità il 13 giugno 2002.
Al 2022 un solo sito è iscritto nella Lista dei patrimoni dell'umanità: il Dominio del capo Roi Mata, scelto nel 2008 in occasione della trentaduesima sessione del comitato del patrimonio mondiale. Cinque sono invece le candidature per nuove iscrizioni.

## Siti del Patrimonio mondiale
| Foto | Sito                      | Luogo | Tipo                         | Anno | Descrizione |
| ---- | ------------------------- | ----- | ---------------------------- | ---- | --- |
|      | Dominio del capo Roi Mata | Shefa | Culturale (1280; iii, v, vi) | 2008 | Consiste di tre siti dell'inizio del XVII secolo sulle isole di Éfaté, Lelepa e Artok associati alla vita e alla morte dell'ultimo capo supremo, o Roi Mata, di quella che oggi è la regione centrale di Vanuatu. La proprietà comprende la residenza di Roi Mata, il luogo della sua morte e il luogo di sepoltura di massa di Roi Mata. È strettamente associato alle tradizioni orali che circondano il capo e ai valori morali che ha sposato. Il sito riflette la convergenza tra tradizione orale e archeologia e testimonia la persistenza delle riforme sociali e della risoluzione dei conflitti di Roi Mata, ancora rilevanti per la popolazione della regione. |

## Siti candidati
| Foto | Sito                                                          | Luogo          | Tipo                            | Anno       | Descrizione |
| ---- | ------------------------------------------------------------- | -------------- | ------------------------------- | ---------- | --- |
|      | Yalo, Apialo e la geografia sacra di Malakula nordoccidentale | Malakula       | Culturale (1971; iii)           | 01/10/2004 | Yalo e Apialo sono due grotte "spirituali" situate nel nord-ovest di Malakula. La grotta di Yalo si trova nel territorio dei Small Nambas, Apialo si trova nel territorio dei Big Nambas. Yalo e Apialo sono nodi centrali nel paesaggio spirituale o nella geografia sacra del nord-ovest di Malakula, considerati luoghi in cui esiste ancora un senso di comunità e di connessione con il mondo degli spiriti. Le persone conducono pellegrinaggi in queste grotte per visitare i loro antenati che si ritiene abbiano lasciato impronte tangibili sulle pareti delle grotte sotto forma di incisioni rupestri. |
|      | President Coolidge                                            | Sanma          | Culturale (1972; i, iii, iv, v) | 01/10/2004 | Varata il 21 febbraio 1931, la SS President Coolidge era la più grande nave passeggeri allora costruita in America (con la sua sorella gemella, la SS President Hoover). Il 26 ottobre 1942, dopo aver colpito una mina americana, affondò in 20 braccia d'acqua all'ingresso est del Canal du Segond di Espiritu Santo. La President Coolidge è attualmente conosciuta come il più grande relitto accessibile in immersione al mondo. In particolare è particolarmente interessante per la vasta gamma di oggetti che si possono ancora vedere: ha tutti i raffinati arredi e decorazioni di una lussuosa nave passeggeri, nonché attrezzature ed equipaggiamento militare. |
|      | Zona di conservazione di Vatthe                               | Espiritu Santo | Naturale (1973; vii, ix, x)     | 01/10/2004 | L'area di conservazione di Vatthe (che significa "occhio del mare") si trova presso Bay Bay, sulla costa settentrionale di Espiritu Santo. Coprendo un'area di 2 720 ettari si ritiene che contenga l'unica vasta foresta alluvionale e calcarea rimasta in tutta Vanuatu. Si estende verso ovest fino al fiume Jordan e verso sud, coprendo la spiaggia di sabbia nera della baia, il fiume Matantas, e una scogliera calcarea che s'innalza a 400 metri sul livello del mare. Ha tre grotte che fungono da siti di nidificazione per i pipistrelli insettivori; uno è "tabù" e vi si può accedere con l'assenso dell'alto capo del villaggio di Matantas solo dopo aver eseguito una cerimonia personalizzata. |
|      | Lago Letas                                                    | Gaua           | Naturale (1974; vii, ix, x)     | 01/10/2004 | Il Letas è un lago vulcanico che copre un'area di 19 km²; è il più grande sistema di acqua dolce di Vanuatu e del Pacifico con una profondità massima di 350 m. L'acqua del lago scorre per una cascata e scende attraverso un breve fiume fino al mare. La caratteristica più importante dell'intera caldera è che il lago è associato alla vegetazione paludosa e a un cono vulcanico attivo. Questa regione è un monumento culturale per i nativi di Gaua: la comunità locale ritiene che tale ambiente fisico ospiti forme ancestrali di ricchezza. L'area è rispettata e mantenuta e contiene molti siti tabù. |
|      | Nowon e votwos di Uréparapara                                 | Uréparapara    | Culturale (2057; iii, iv, v)    | 05/10/2005 | I nowon e i votwos di Uréparapara sono gli elementi architettonici centrali della cultura di Uréparapara precedente al contatto con gli europei e sono inestricabili con la società gerarchica sok (comunemente indicata come sukwe in altre isole Banks). Le architetture nowon e votwos furono costruite adiacenti l'una all'altra come manifestazione palese di potere sociale, autorità, leadership e pacificazione; erano utilizzati come luoghi di incontro e per balli cerimoniali, uccisioni di maiali dei sok, riverenza agli antenati e esercizi di oratoria da parte dei grandi uomini della comunità. Tipicamente situati lungo pianori di medio versante (100-150 m sul livello del mare) dei ripidi fianchi vulcanici esterni di Uréparapara, ogni complesso cerimoniale era associato agli insediamenti dei villaggi esistenti prima dell'insediamento europeo. |